# 新场乡 (宁陕县)
新场乡是中国陕西省安康市宁陕县下辖的一个乡。

## 行政区划
新场乡下辖以下行政区：
新场村、花石村、建设村、同心村